# Раджашекхара
Раджашекхара (санскр. राजशेखर, 2 пол. IX в. — нач. X в) — индийский поэт династии Гуджара-Пратихаров.

## Биография
Происходил из влиятельной семьи Яявара. Сын Дурдуки, махамантрина (министра) при дворе махараджахираджи из династии Гуджара-Пратихаров. Скорее всего речь идет о Михире Бходже I. Со временем Раджашекхара становится спояатку как поэт оказывается при дворе обладателя Махендрапалы I, который вскоре назначает поэта преподавателем для своих детей.

## Творчество
Был одним из наиболее плодотворных санскритских авторов, писал в различных художественных и научных жанрах. Ему принадлежит драмы «Баларамаяни», «Балабхарата», «Карпураманджари» и «Виддхашалабханджика».
«Баларамаяна» («Рамаяна» для юношей") вслед за Бхавабхути трактует сюжет «Рамаяны» как любовное соперничество Рамы и Раваны из-за Ситы, но, в отличие от Бхавабхути, Раджашекхара сосредоточивал усилия не на психологической мотивации поведения героев, а на утонченности стиля и риторических эффектах.
«Балабхарата» («Махабхарата» для юношей") создана на основе сюжета «Махабхараты». От неё сохранились только первые 2 акта.
Две другие пьесы «Карпураманджари» (составлена на пракрите шаурасении) и «Виддхашалабханджика» («Пронизанная статуя») написаны в подражание «Ратнавалі» Харши, но лишены присущих последней утонченности и выразительности через стремление к стилистической усложненности и витиеватостей изображаемых чувств.